# Miturga
Miturga là một chi nhện trong họ Miturgidae.